# つくば市立手代木中学校
つくば市立手代木中学校（つくばしりつ てしろぎちゅうがっこう）は、茨城県つくば市松代にある公立中学校。略称は「手中（てちゅう）」。つくば光輝学園として、手代木南小学校・松代小学校・葛城小学校と連携型小中一貫教育を実施している。

## 沿革
- 1980年（昭和55年）4月1日 - 「谷田部町立手代木中学校」として開校[3][4]。
- 1981年（昭和56年）2月28日 - 開校記念式典ならびに校歌発表会を開催し、この日（2月28日）を創立記念日に制定[5]。
- 1982年（昭和57年） - 武道場を落成[5]。
- 1984年（昭和59年） - 万博亭（野外炊飯施設）を設置[5]。
- 1987年（昭和62年）11月30日 - 町村合併に伴い、「つくば市立手代木中学校」に改称[5]。
- 1989年（平成元年） - 創立10周年記念として、希望の像を設置[5]。
- 1995年（平成7年） - PTA活動が文部大臣賞を受賞。多目的室棟を落成[5]。
- 2011年（平成23年）3月 - 東北地方太平洋沖地震により、校舎の一部が被災[6]。

## 施設概要
主な施設。
- 校舎（5,845 m2[1]） - 1979年度竣工の鉄筋コンクリート造3階建て[1][7]。環総合設計が設計した[2]。
- 屋内運動場（1,115 m2[1]） - 1979年度竣工の鉄筋コンクリート造[1]
- 武道場（449 m2） - 1982年竣工の鉄筋コンクリート造平屋建て[1]
- プール
- 校庭
- テニスコート

## 部活動

### 運動部
- 野球部
- サッカー部
- 陸上部
- ハンドボール部 - 2007年と2011年には全国大会で準優勝を獲得している[5]。
- テニス部
- 水泳部
- バスケットボール部
- バレーボール部
- 剣道部
- 卓球部

### 文化部
- 吹奏楽部
- 美術部
- 科学部

出典：

## 進学前小学校
- つくば市立手代木南小学校
- つくば市立松代小学校
- つくば市立葛城小学校

出典：

## アクセス

### バス
- 「手代木中学校」バス停（つくバス）から徒歩すぐ

## 周辺
- 手代木公園
- 東向児童公園
- つくば市立手代木南小学校

## 著名な出身者
- 井尻哲也 - スポーツ科学者[10]
- 大山めい - ハンドボール選手[11]
- 柿沼友哉 - 野球選手[12]
- 北原次郎 - サッカー指導者[13]
- ティムラズ・レジャバ - 駐日ジョージア大使[14]
- 轟賢二郎 - セーリング選手
- 森秋彩 - スポーツクライマー[15]
- 吉田けいすけ - 政治家・実業家